# 神舟二十二号
神舟二十二号（简称神二十二）是中国“神舟”系列飞船的第二十二次任务，中国载人航天工程的第十七次载人飞行任务，预计将于2026年上半年发射。神舟二十二号也是新一批次神舟飞船中的第一艘。

## 任务时间轴
- 2024年11月，神舟二十二号已完成总装，正在厂内进行测试工作。[1]
- 2025年5月，本次任务使用的长征二号F遥二十二火箭进入全箭总装测试阶段，计划于同年9月出厂。[2]

## 航天员
| 姓名           | 年龄 | 航天员类型（职责） | 飞行次数 | 飞行时间 | 轨道数 |
| -------------- | ---- | ------------------ | -------- | -------- | ------ |
| 中华人民共和国 |      |                    |          |          |        |
| 中华人民共和国 |      |                    |          |          |        |
| 中华人民共和国 |      |                    |          |          |        |